# Titanic (videojuego)
Titanic es un videojuego del tipo videoaventura desarrollado por Topo Soft en 1988 para los sistemas Sinclair ZX Spectrum, MSX, Amstrad CPC, y en 1991 para la versión de PC. Fue editado posteriormente en el Reino Unido por U.S. Gold bajo el sello 'barato' Kixx.
El juego está basado en la historia del transatlántico Titanic y se desarrolla bajo el fondo del mar por un submarinista que debe encontrar los secretos del Titanic hundido.
En toda la aventura contamos con un contador de aire que hace las veces de energía que se reduce con el tiempo y por contacto con los enemigos. También disponemos de una serie de saetas o arpones que podemos disparar para defendernos. Los enemigos son tiburones, pulpos gigantes y otra serie de peces.
El juego consta de dos fases, siendo en la primera el objetivo encontrar el barco hundido y la segunda dentro del barco, encontrar la caja fuerte, reventarla y obtener su contenido.
La calidad del juego es pasable comparándolo con los de su época, destacando la música realizada por el genial César Astudillo (Gominolas) en el menú de presentación. En cuando al aspecto gráfico , la versión de PC es la más destacada.

## Autores
- versiones de 8 bits:
  - Programa: Emilio Martínez Tejedor
  - Gráficos: Ricardo Cancho Niemietz
  - Música: César Astudillo (Gominolas)
  - Portada: Alfonso Azpiri

- versión de PC:
  - Programa: Salvador Casamiquela
  - Gráficos: Jorge Azpiri
  - Música: Xavier Martín Puchecha

Rutinas de apoyo: Cinto Ventura, Toni Freixanet Alaña